# Juan de Dios Aranzazu
Juan de Dios Aranzazu (8 mars 1798 à La Ceja-14 avril 1845 à Bogota) est un homme d'État colombien.
Il est le président de la République de Nouvelle-Grenade en 1841-1842.